# Nystad
Nystad (finska: Uusikaupunki) är en stad i landskapet Egentliga Finland i Finland. Staden hör till den ekonomiska regionen Nystadsregionen.
Folkmängden i Nystad uppgick den 31 oktober 2013 till 15 487 invånare och stadens landareal utgör 502 kvadratkilometer.
Nystads språkliga status är enspråkigt finsk.

## Historia
Staden Nystad grundades av Gustav II Adolf 19 april 1617 och här slöts också freden i Nystad mellan Sverige och Ryssland den 30 augusti 1721. Under åren 1646-1681 var Nystad huvudsäte för grevskapet Vasaborg. Därför var staden också känd under parallellnamnet Vasaborg.
Nystad var utgångspunkt för den första telegrafkabeln mellan Sverige och Finland.

### Administrativ historik
Tidigare självständiga kommuner som har gått upp i Nystad är Nystads landskommun (1 januari 1969), Pyhämaa (1 januari 1974), Lokalax (1 januari 1981) och Kaland (1 januari 1993).

## Geografi
I Nystad finns byarna Balkis, Kingo, Kuddholm och Rågö. Här finns också ön Lökö samt egendomarna Sundholm och Torlax.

## Politik

### Mandatfördelning i Nystads stad, valen 1976–2021
| 6 | 12 |  | 3 | 3 |  | 9 |

| 6 | 11 | 2 | 4 |  |  | 10 |

| 5 | 13 |  | 2 | 5 | 9 |

| 4 | 13 | 3 | 5 |  |  | 8 |

| 5 | 17 |  |  | 2 | 9 |  | 2 | 9 |

| 4 | 17 |  |  | 2 | 9 |  |  | 11 |

|  | 3 | 15 | 2 |  | 10 | 2 | 9 |

|  | 3 | 18 | 9 | 2 | 10 |

| 28 | 15 |

|  | 3 | 16 | 4 | 8 |  | 10 |

| 31 | 12 |

|  | 3 | 15 | 4 |  | 8 |  | 10 |

| 29 | 14 |

| 4 | 14 | 5 | 2 | 9 |  | 8 |

| 27 | 16 |

| 2 | 13 | 2 | 6 | 9 | 11 |

| 28 | 15 |

## Industri

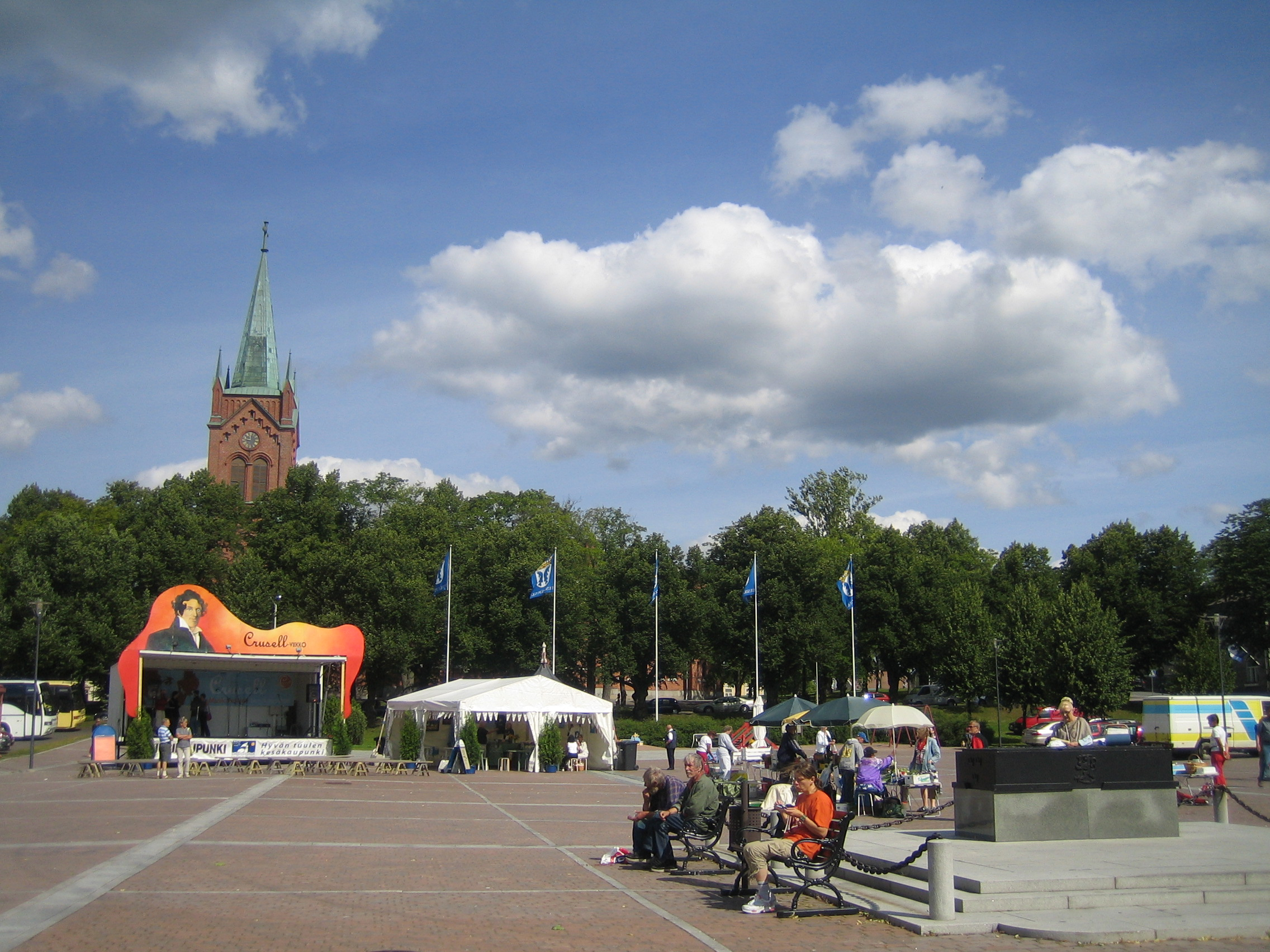
Nystads torg med Nystads kyrka i bakgrunden.

I Nystad har det sedan 1960-talet tillverkats bilar i Valmets regi. 1992 löste Valmet ut Saab ur samarbetet och sedan 1999 har fabriken varit en del i Metsokoncernen. Omsättningen var 1998 omkring 715 miljoner FIM och 1 500 personer var anställda. Bilmärken som Saab, Talbot, Lada, Opel, Think City (norsk elbil), Garia (dansk Golfbil) och Porsche Boxster samt  Porsche Cayman och Fisker Karma har tillverkats här under årens lopp. Den sista Saab 96 tillverkades här. På senare år har fabriken som Valmet Automotive igen fått ett uppsving och börjat tillverka olika bilmodeller för Mercedes-Benz.
En annan stor arbetsgivare i regionen är kemiföretaget Kemira som tillverkar konstgödsel till lantbruket.
Båtvarvet Uudenkaupungin Työvene tillverkar båtar och mindre fartyg, främst för myndighetsbruk. Bland annat är flera svenska landsvägsfärjor byggda här.

## Demografi

### Befolkningsutveckling
| Befolkningsutvecklingen i Nystads stad 1975–2020                                                             | Befolkningsutvecklingen i Nystads stad 1975–2020 | Befolkningsutvecklingen i Nystads stad 1975–2020 | Befolkningsutvecklingen i Nystads stad 1975–2020 | Befolkningsutvecklingen i Nystads stad 1975–2020 |
| --- | ------------------------------------------------ | ------------------------------------------------ | ------------------------------------------------ | ------------------------------------------------ |
| |                                                  |                                                  |                                                  |                                                  |
| År |                                                  |                                                  | Folkmängd                                        |                                                  |
| 1975 | 1975                                             |                                                  | 16 745                                           |                                                  |
| 1980 | 1980                                             |                                                  | 17 326                                           |                                                  |
| 1985 | 1985                                             |                                                  | 17 815                                           |                                                  |
| 1990 | 1990                                             |                                                  | 18 432                                           |                                                  |
| 1995 | 1995                                             |                                                  | 17 590                                           |                                                  |
| 2000 | 2000                                             |                                                  | 17 019                                           |                                                  |
| 2005 | 2005                                             |                                                  | 16 198                                           |                                                  |
| 2010 | 2010                                             |                                                  | 15 833                                           |                                                  |
| 2015 | 2015                                             |                                                  | 15 510                                           |                                                  |
| 2020 | 2020                                             |                                                  | 15 378                                           |                                                  |
| Anm: Uppgifterna avser förhållandena den 31 december nämnda år enligt områdesindelningen den 1 januari 2022. |                                                  |                                                  |                                                  |                                                  |

## Kultur

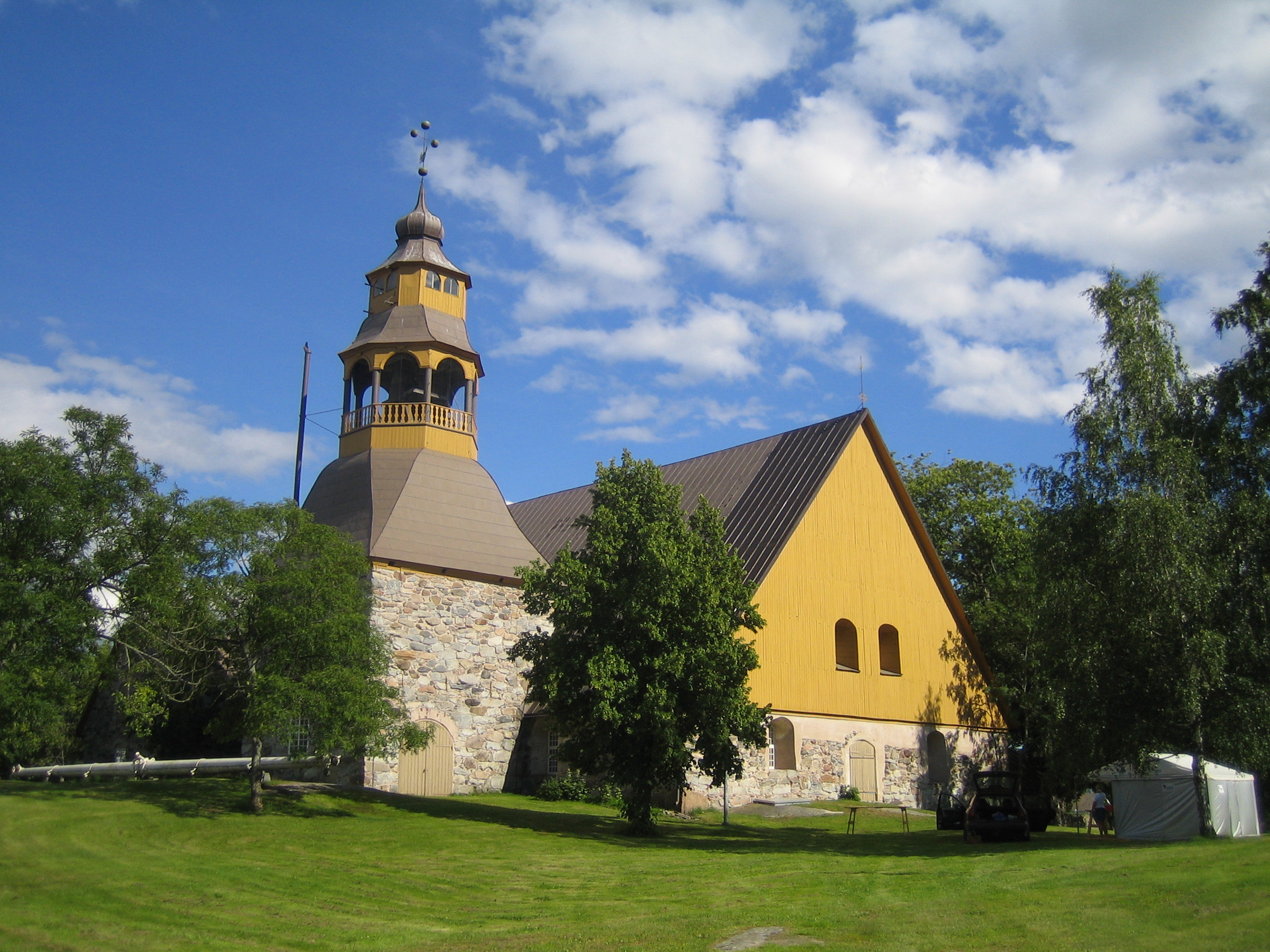
Nystads gamla kyrka vid Alinenkatu.

Varje år i juli anordnas i Nystad ett veckolångt firande till minne av Bernhard Crusell. Crusellveckan inbjuder till flera konserter med tonvikt på träblåsinstrument.
Konstnären Alvar Gullichsens absurda Bonk Museum är beläget på Siltakatu 2 i Nystad.

### Idrott
Stadens främsta idrottslag är basketlaget Uusikaupunki Korihait som blev finska mästare 1990 och kom på andra plats 1995.